# Rio Biserica
O Rio Biserica é um rio da Romênia afluente do Rio Neagra Şarului, localizado no distrito de Suceava.